# Donaukreis
Der Donaukreis war einer von vier Kreisen des Landes Württemberg. Er wurde 1818 gebildet und 1924 aufgelöst. Hauptstadt des Kreises war Ulm. Funktional ist er in etwa mit einem heutigen Regierungsbezirk zu vergleichen, nicht aber mit einem heutigen Landkreis.
Der Donaukreis gliederte sich in folgende Oberämter, die ungefähr mit heutigen Landkreisen zu vergleichen sind:
| Oberamt    | Kfz-Kennzeichen (ab 1906) | Bemerkungen        |
| ---------- | ------------------------- | ------------------ |
| Albeck     |                           | 1819 zu OA Ulm     |
| Biberach   | III X                     |                    |
| Blaubeuren | III X                     |                    |
| Ehingen    | III X                     |                    |
| Geislingen | III X                     |                    |
| Göppingen  | III X                     |                    |
| Kirchheim  | III X                     |                    |
| Laupheim   | III Y                     | bis 1845 Wiblingen |
| Leutkirch  | III Y                     |                    |
| Münsingen  | III Y                     |                    |
| Ravensburg | III Y                     |                    |
| Riedlingen | III Y                     |                    |
| Saulgau    | III Z                     |                    |
| Tettnang   | III Z                     |                    |
| Ulm        | III Z                     |                    |
| Waldsee    | III Z                     |                    |
| Wangen     | III Z                     |                    |

## Regierung
Die Regierung des Donaukreises wurde von einem Regierungsdirektor geleitet. Der König konnte ihm den Ehrentitel Regierungspräsident verleihen.
- 1817–1822 Freiherr Nikolaus von Freyberg-Wellendingen
- 1822–1848 Karl von Holzschuher zu Harrlach
- 1848–1852 Amandus von Schmalzigaug
- 1852–1866 Karl Schott von Schottenstein, Regierungsdirektor
- 1866–1883 Georg Emil von Majer, Regierungspräsident
- 1883–1889 Christoph Anton von Wolff, Regierungspräsident
- 1889–1894 Gustav Heinrich von Lamparter, Regierungspräsident
- 1894–1903 Hermann von Hoser, Regierungspräsident
- 1903–1910 Albert von Schmidlin, Regierungspräsident
- 1910–1924 Eugen von Dreher, Regierungspräsident